# Gesane Marinho
Gesanne Borges Marinho Dantas (Recife, 17 de março de 1980), mais conhecida como Gesane Marinho, é uma especialista em marketing e política brasileira.
Foi eleita deputada estadual do Rio Grande do Norte pela primeira vez com 26.943 votos. Com apenas 22 anos, entrava para a história da política como a parlamentar mais jovem do Brasil, de acordo com dados do Tribunal Superior Eleitoral. É filha de Maria de Fátima Borges Marinho, ou politicamente conhecida Fátima Marinho, eleita em 2012 prefeita de Canguaretama/RN.
Nas eleições de 2006, Gesane conquistou 46.221 votos pelo PDT, sendo a quarta deputada mais votada em todo o território potiguar.
Sua plataforma de atuação é baseada no fortalecimento da educação, do trabalhismo e da segurança alimentar.
É autora da lei que permite o uso de armas não letais pelas polícias militar e civil. Até a aprovação, em 2004, o Rio Grande do Norte era o único estado brasileiro que não dispunha desta legislação.
Também é de iniciativa de Gesane a Lei Marco Antônio de Incentivo ao Esporte, que dá ao empresário o direito de deduzir 2% do ICMS devido para fomentar o esporte profissional e amador.
Reeleita em 2010, pelo PMN, com 48.440 votos para o exercício do seu terceiro mandato, manteve sua atuação parlamentar na Assembleia Legislativa baseada no fortalecimento da assistência social, com atenção especial para a segurança alimentar.
Gesane também já foi filiada ao PSD. Atualmente não é filiada a partido político.
A adoção da valorização da família como norteadora do seu trabalho fez de Gesane autora da proposta que prevê a redução da jornada de trabalho das mães de pessoas com deficiência e da lei que institui a Semana de Mobilização Social pela Educação no Rio Grande do Norte, primeira legislação estadual sobre a matéria do Brasil.
Gesane também dedicou os seus mandatos aos pleitos dos defensores públicos estaduais, como presidente da Frente Parlamentar de Apoio à Defensoria Pública, e aos municípios da Grande Natal e da região Agreste.
Nos últimos anos, Gesane empreendeu nas áreas comercial e de marketing, tendo criado a startup Cajueiro, que foi vendida recentemente à multinacional Usibras.